# Brigitte Gedon
Brigitte Gedon, geborene Miersch (* 18. Oktober 1936 in Königsberg) ist eine deutsche Kunsthistorikerin und Biografin. Von 1999 bis 2006 war sie Präsidentin des Indien-Instituts in München.
Brigitte Miersch verbrachte die ersten Jahre ihrer Kindheit in Ostpreußen. Im Mai 1944 floh die Familie vor den Kriegswirren und kam zunächst nach Kiefersfelden. Nach dem Besuch des Mädchen-Oberrealgymnasium in Rosenheim nahm sie an der Münchener Ludwig-Maximilians-Universität ein Studium der Kunstgeschichte auf. 1955 lernte sie ihren späteren Ehemann, den Münchener Verlagsbuchhändler und späteren Generalkonsul Indiens Robert Gedon (* 6. Mai 1909 in Berlin) kennen, den sie 1965 heiratete. Er beeinflusste sie mit seiner Liebe zur Kunst und Kultur Indiens nachhaltig. Gemeinsam bereiste das Ehepaar das Land mehrmals.
Fünf Jahre nach dem Tod ihres Mannes übernahm Brigitte Gedon von Hans-Georg Wieck die Leitung des Indien-Instituts (gegründet 1929), das ihr Mann ab 1971 in seiner Funktion als indischer Honorargeneralkonsul im Kulturleben der bayerischen Landeshauptstadt betreute. Über den Bildhauer Lorenz Gedon veröffentlichte sie 1994 anlässlich dessen 150. Geburtstags eine Monografie, in der sie das Lebenswerk des Großvaters ihres Mannes würdigt. 1999 entstand eine Biografie über den Maler Franz von Lenbach. Im Mai 2006 gab sie die Präsidentschaft des Indien-Instituts an Herbert F. Kroll ab.

## Auszeichnungen
- 2001: Bundesverdienstkreuz am Bande
- 2007: Bayerischer Verdienstorden

## Veröffentlichungen (Auswahl)
- Lorenz Gedon – die Kunst des Schönen. München, Nymphenburger, 1994.
- Ein Münchner begeistert Paris – Lorenz Gedon auf der Weltausstellung 1878. Hörspiel im Bayerischen Rundfunk, 1998.
- Die Suche nach dem Spiegel – Franz von Lenbach. Nymphenburger, München 1999; Überarbeitete Neuausgabe: DuMont, Köln 2011, ISBN 3-8321-9410-X.